# Cantó de Béinat
El cantó de Béinat és un cantó francès del departament de la Corresa, situat al districte de Briva la Galharda. Té 7 municipis i el cap és Béinat.

## Municipis
- Albinhac
- Obasina
- Béinat
- Lantòl
- Palajanjas
- Lo Peschier
- Serelhac

## Història
| Data d'elecció                           | Identitat                   | Partit                                        | Qualitat |
| ---------------------------------------- | --------------------------- | --------------------------------------------- | -------- |
| 1833-1840                                | François Chabrignac         |                                               |          |
| 1840-1848                                | Christophe de Cosna         |                                               |          |
| 1848-1864                                | Auguste de Lapraderie       |                                               |          |
| 1864-1870                                | Paul Régnauld               |                                               |          |
| 1870-1871                                | Christophe de Cosnac        |                                               |          |
| 1871-1893                                | Pierre Brugeilles           | Partit Radical                                |          |
| 1894-1898                                | Michel Mielvacque de Lacour | Republicà progressista                        |          |
| 1898-1909                                | M.Brugeilles                | Republicà                                     |          |
| 1909-1942                                | Jean-Baptiste Laumond       | Partit Republicà Radical i Radical-Socialista |          |
| 1945-1970                                | Pierre Leyx                 | PRR i RS                                      |          |
| 1970-1982                                | Georges Debat               | Divers droite                                 |          |
| 1982-1988                                | Yves Terrieux               | PS                                            |          |
| 1988-2008                                | Jean Champy                 | Divers droite, després RPR                    |          |
| 2008-                                    | Pascal Coste                | UMP                                           |          |
| les dades anteriors no són pas conegudes |                             |                                               |          |
|                                          |                             |                                               |          |

| 1962  | 1968  | 1975  | 1982  | 1990  | 1999  | 2006  |
| ----- | ----- | ----- | ----- | ----- | ----- | ----- |
| 3.258 | 3.543 | 3.175 | 3.113 | 3.222 | 3.309 | 3.466 |